# Javierre
Pour les articles homonymes, voir Javierre (homonymie).
Javierre (Javierre de Bielsa en espagnol, Ixabierre ou Ixabierre de Bielsa en aragonais) est une municipalité de la comarque de Sobrarbe, dans la province de Huesca, dans la communauté autonome d'Aragon en Espagne.

## Géographie
Javierre se trouve à l'entrée de la vallée de Pineta, dans les Pyrénées, en surplomb du rio Cinca, à 1 km de Bielsa, sur la route HU-V-6402.
Une partie du Parc national d'Ordesa et du Mont-Perdu appartient à la commune.

## Lieux et monuments
- Église Sainte-Eulalie (fin XIIe siècle - début XIIIe siècle), remplaçant probablement une construction du XIe siècle.
- La vallée de Pineta.